# 繰り返しゲーム
繰り返しゲーム（くりかえしゲーム、英: repeated game）とは、何度も繰り返されるゲームをそれ自体1つのゲームと見たものである。

## 有限回か無限回か
繰り返し回数が有限回か無限回かで以下のように分かれる。
- 有限回繰り返しゲーム（finitely repeated game）
- 無限回繰り返しゲーム（infinitely repeated game）

## 囚人のジレンマ・ゲームの繰り返しゲーム
囚人のジレンマでの自分の利得は、相手が協力的であろうと非協力的であろうと、自分が非協力の場合の方が大きくなるので、1回限りのゲームでは、利己的な個人は非協力を選択し、相手もまたそうするので、共に非協力というのが唯一のナッシュ均衡となる。
しかし、この囚人のジレンマ・ゲームを何回も繰り返すことができる場合には、戦略は、1回の行動選択のことではなく、過去の自分と相手との行動に応じて行動を切り替えたり切り替えなかったりするプログラムのことになる。例えば、最初は協力し、相手が協力する限り協力を続けるが、相手が1度非協力の態度をとれば非協力に切り替え、以後永久に非協力をとるというトリガー戦略や、最初は協力し、相手が協力なら協力、相手が非協力なら非協力で応じるというしっぺ返し戦略が登場する。
繰り返しゲームでの利得は時間を通じて現われるので、将来の予想利得は割り引かれる。割引率が十分に小さければ、今相手を裏切って非協力の態度をとることによって得られる一時的な利益を、相手の報復によって将来被る損失が上回るので、しっぺ返し戦略やトリガー戦略がナッシュ均衡となり、その結果、共に協力という状態が持続する。このことを一般化したのがフォーク定理である。